# Línea-Aérea-Nacional-de-Honduras-Flug 018
Línea-Aérea-Nacional-de-Honduras-Flug 018 (ICAO:  LNH018) war ein inländischer Charterflug der Línea Aérea Nacional de Honduras (LANHSA) auf dem Weg von Roatán nach La Ceiba in Honduras. Die Maschine stürzte am 17. März 2025 (18. März 2025 UTC) während des Starts vom internationalen Flughafen Roatán ab. Dabei starben 13 der 18 Passagiere und Besatzungsmitglieder, darunter der honduranische Sänger und Politiker Aurelio Martínez.

## Flugverlauf
Die Maschine startete von der Startbahn 07 des Flughafens Roatán auf Roatán. Eine Minute nach dem Start flog die Maschine eine Rechtskurve und stürzte um 18:18 Uhr Ortszeit (00:18 Uhr UTC) etwa einen Kilometer vor der Küste ins Meer. Lokale Behörden berichteten, dass ein Triebwerk der Maschine vor dem Aufprall auf das Meer ausfiel.

## Flugzeug
Bei dem betroffenen Flugzeug handelte es sich um eine Jetstream 32 von British Aerospace, angetrieben von zwei Honeywell TPE331-Turboprop-Triebwerken, registriert als HR-AYW und betrieben von der honduranischen Fluggesellschaft Línea Aérea Nacional de Honduras (LANHSA). Das Flugzeug war zum Unfallzeitpunkt 35 Jahre alt.

## Passagiere und Besatzung
An Bord befanden sich 18 Personen, drei Besatzungsmitglieder und 15 Passagiere. Unter den Passagieren waren eine Französin und ein Amerikaner. Alle Todesopfer waren Honduraner. Die Besatzung bestand aus Pilot Luis Ángel Araya, Copilot Francisco Lagos und einer Flugbegleiterin. Der Musiker und ehemalige Kongressabgeordnete Aurelio Martínez, eines der Todesopfer, befand sich ebenfalls an Bord. Alle fünf Geretteten kamen mit Verletzungen in ein Krankenhaus.

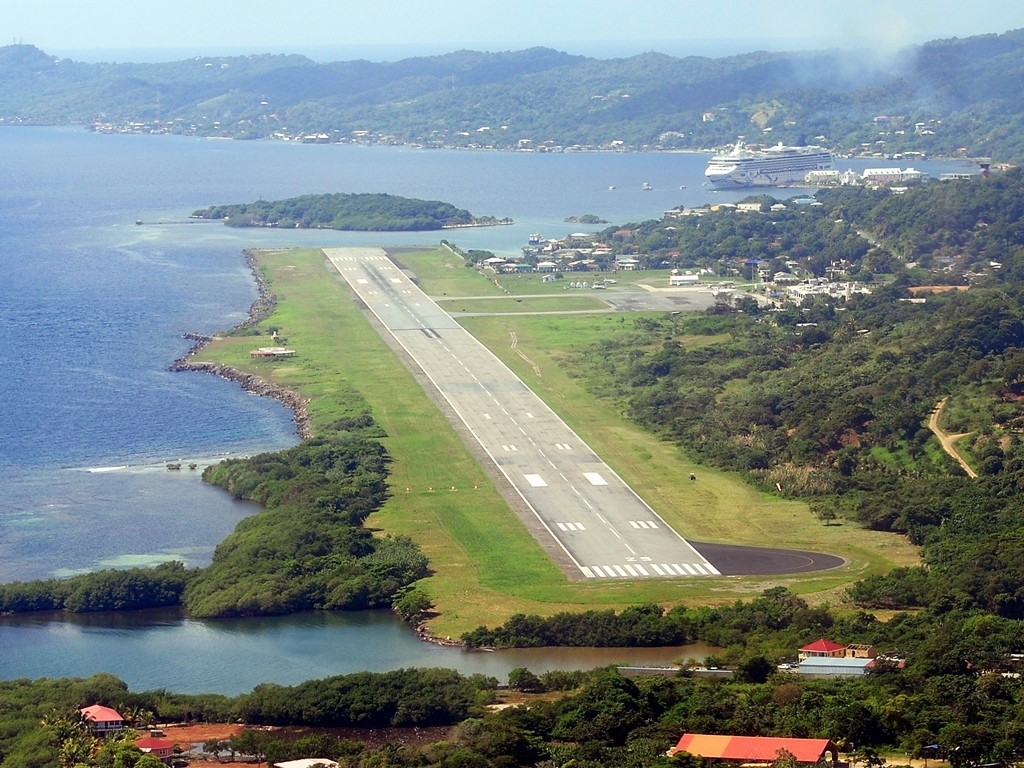
Flughafen Roatán

## Reaktionen
Die Regierung von Honduras erklärte in einer Erklärung, sie bedauere den tragischen Unfall auf Roatán zutiefst und schließe sich der nationalen Trauer an. Präsidentin Xiomara Castro setzte nach dem Unfall ein Notfallkomitee ein. Die Leichen der Opfer wurden in ein Leichenschauhaus in San Pedro Sula gebracht.